# Заречное (Зерендинский район)
Заречное (каз. Заречное) — село в Зерендинском районе Акмолинской области Казахстана. Входит в состав Садового сельского округа. Код КАТО — 115671300.

## География
Село расположено на берегу реки Шагалалы, на центре района, в 32 км на север от центра района села Зеренда, в 8 км на юг от центра сельского округа села Садовое. 
Близ села проходит автодорога Р-12 (Кокшетау — Атбасар).

### Улицы[2]
- ул. Бирлик,
- ул. Егемен,
- ул. Жастар,
- ул. Мектеп,
- ул. Наурыз,
- ул. Тауелсиздик.

### Ближайшие населённые пункты
- село Еликти в 4 км на западе,
- село Шагалалы в 7 км на юго-западе,
- село Садовое в 8 км на севере,
- город Кокшетау в 11 км на северо-востоке.

## Население
В 1989 году население села составляло 520 человек (из них русских 46%, немцев 21%).
В 1999 году население села составляло 378 человек (189 мужчин и 189 женщин). По данным переписи 2009 года, в селе проживал 331 человек (165 мужчин и 166 женщин).
| Численность населения | Численность населения | Численность населения |
| 1989                  | 1999                  | 2009                  |
| --------------------- | --------------------- | --------------------- |
| 520                   | ↘378                  | ↘331                  |